# سیارک ۱۰۸۲۲
سیارک ۱۰۸۲۲ (به انگلیسی: 10822 Yasunori، نامگذاری:1993SK1) ده هزار و هشتصد و بیست و دومین سیارک کشف شده‌است که در ۱۶ سپتامبر ۱۹۹۳ کشف شد.
قدر مطلق سیارک برابر ۲۴.۵ است.